# Meble gdańskie

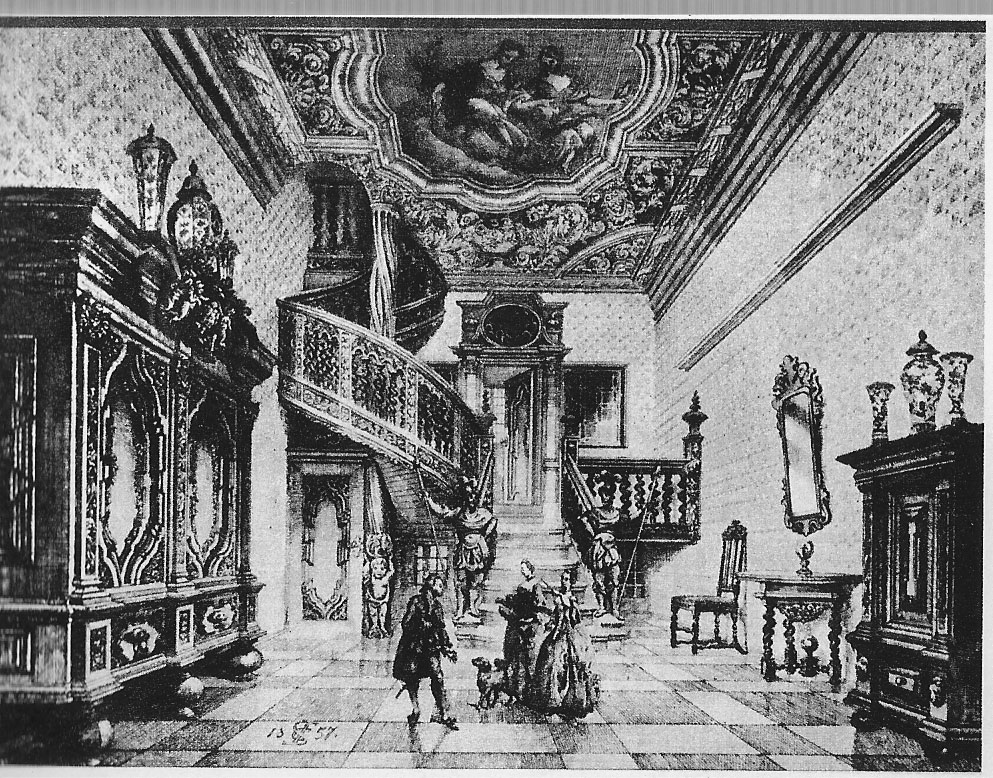
Sień gdańska, J.K. Schultz, sztych, 1857

Meble gdańskie − typ mebli późnorenesansowych i barokowych o ciężkich, masywnych proporcjach, z bogatą dekoracją rzeźbiarską.
Były wyrabiane głównie w Gdańsku, Elblągu i Toruniu w XVI-XVIII w., jako wyposażenie dworów i kamienic mieszczańskich. Transportowano je Wisłą, wraz z importowanymi meblami z Niemiec, Holandii, Anglii i Francji. Z początku ich dekoracje były oparte na wzornikach niderlandzkich, a od poł. XVII wieku zaczęły przypominać specyficzną odmianę północnego baroku. W końcu XVII i w XVIII wieku mistrzowie gdańscy wypracowali własne wzory zarówno architektury, jak i zdobienia, tworząc charakterystyczny styl "mebli gdańskich". Meble były wykonywane przede wszystkim z drewna orzechowego, dębowego i bukowego z użyciem w ich konstrukcjach gatunków iglastych.
Meble gdańskie od stuleci zajmują najwyższą pozycję wśród artystycznych mebli stylowych. 
Charakterystyczne typy mebli gdańskich:
- szafy bogato listwowane, o wysokich i łamanych gzymsach,
- stoły posiadające nogi o formie spiralnej tzw. ślimaki lub balasy,
- fotele i krzesła często z pełnorzeźbionymi zapleckami
- prasy do bielizny, skrzynie